# Représentations diplomatiques au Panama

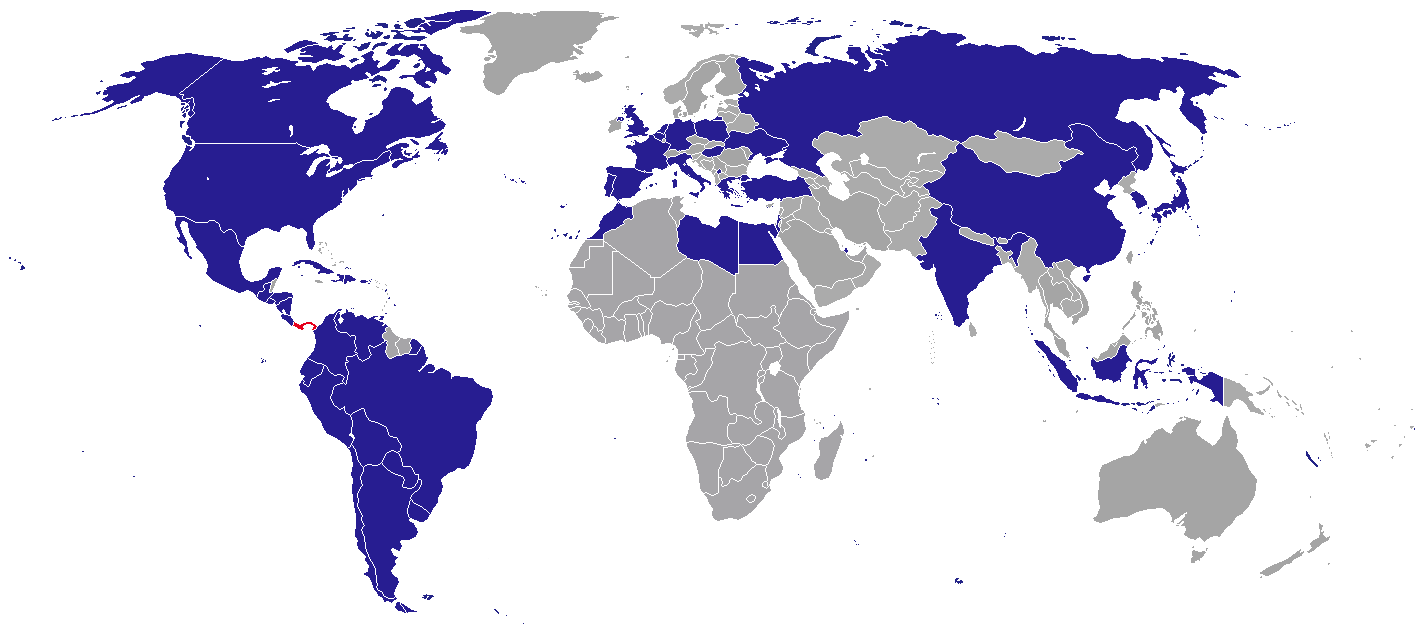
Carte des représentations diplomatiques au Panama

Voici une liste des représentations diplomatiques au Panama. Il y a actuellement 49 ambassades à Panama.

## Ambassades

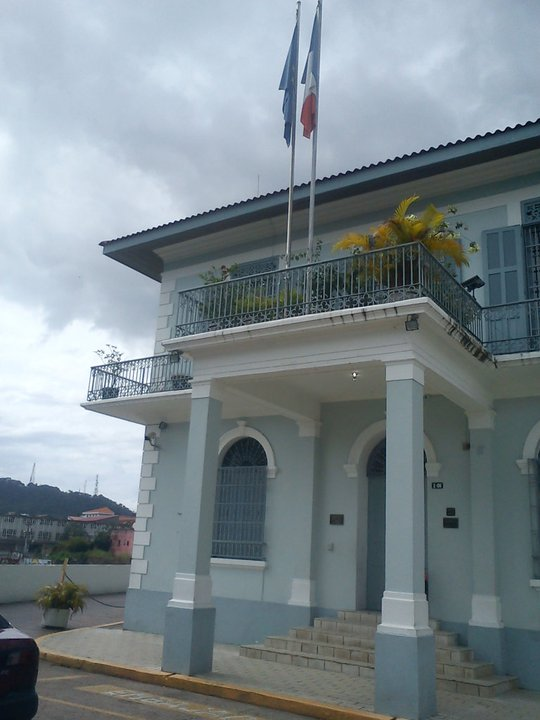
Ambassade de France, Panama

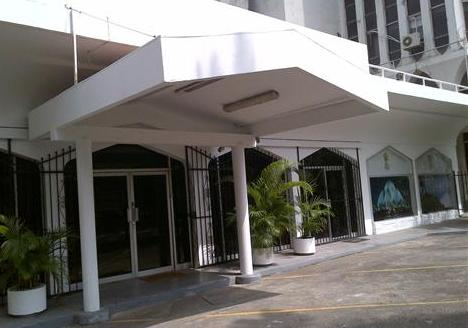
Ambassade de l'Inde, Panama

| - Allemagne - Argentine - Barbade - Belgique - Bolivie - Brésil - Canada - Chili - Chine - Colombie - Corée du Sud - Costa Rica - Cuba - Égypte - Émirats arabes unis - Équateur | - Espagne - États-Unis - France - Guatemala - Haïti - Honduras - Inde - Indonésie - Israël - Italie - Japon - Kosovo - Libye - Maroc - Mexique - Nicaragua Ordre souverain de Malte | - Paraguay - Pays-Bas - Pérou - Pologne - Portugal - Qatar - République dominicaine - Russie - République arabe sahraouie démocratique - Salvador - Trinité-et-Tobago - Turquie - Royaume-Uni - Uruguay - Vatican - Venezuela |

## Consulats

### Colón
- Colombie

### David
- Costa Rica

### Jaqué
- Colombie

### Puerto Obaldía
- Colombie

## Ambassades non résidentes

### Bogotá
- Autriche
- Danemark
- Finlande
- Géorgie
- Hongrie
- Iran
- Irlande
- Liban
- Norvège
- République tchèque
- Roumanie

### Brasilia
- Malawi

### Caracas
- Koweït

### Guatemala
- Belize
- Suède

### La Havane
- Angola
- Burkina Faso
- Cambodge
- Côte d'Ivoire
- Djibouti
- Guinée
- Laos
- Namibie
- République démocratique du Congo
- République du Congo
- Sri Lanka

### Lima
- Arabie saoudite
- Malaisie

### Mexico
- Afrique du Sud
- Algérie
- Australie
- Bangladesh
- Bulgarie
- Géorgie
- Grèce
- Jamaïque
- Jordanie
- Kazakhstan
- Nigeria
- Nouvelle-Zélande
- Ouzbékistan
- Pakistan
- Philippines
- Serbie
- Slovaquie
- Taïwan
- Ukraine
- Viêt Nam

### New York
- Andorre
- Comores
- Guinée-Bissau
- Guyana
- Kirghizistan
- Maldives
- Ouganda
- Tadjikistan
- Togo
- Vanuatu
- Zambie
- Zimbabwe

### Ottawa
- Islande

### Quito
- Biélorussie

### Rome
- Saint-Marin

### San José
- Suisse

### Santiago
- Thaïlande

### Singapour
- Singapour

### Washington
- Albanie
- Birmanie
- Croatie
- Éthiopie
- Grenade
- Guinée équatoriale
- Maurice
- Népal
- République centrafricaine
- Sierra Leone
- Slovénie
- Soudan
- Suriname
- Turkménistan